# デジタル教科書
デジタル教科書（デジタルきょうかしょ、英語: Digital textbook）は、学校の教科書として使われることを想定して作られた電子書籍である。従来の対面式クラスやオンラインコース、オンライン学位、Massive open online course（MOOC）などの様々な場面で使われている。
デジタル教科書は、電子教科書とも呼ばれる。

## 日本におけるデジタル教科書

### 初等教育・中等教育

#### 概要
現在、普及しているデジタル教科書は電子黒板に教科書の内容を提示する「指導用デジタル教科書」であり、学習者用ではない。
「学習者用デジタル教科書」を制度化する「学校教育基本法等の一部を改正する法律」が2019年度（令和元年度）に施行された。これによって、紙の教科書を主な教材として使用しながら、デジタル教科書を併用・代用することができるようになった。しかし、費用面のハードルもあり、なかなか導入が進んでいない。

#### 指導用デジタル教科書
「指導用デジタル教科書」は教師が中心的な使用者である。2005年から普及が始まり、指導要領改訂を機に2011年より各教科に広がった。普通教室等で使われ、授業をわかりやすくサポートする補助的な役割として使われている。

#### 学習者用デジタル教科書
拡大縮小、ハイライト、共有、反転、リフロー、音声読み上げ 総ルビ、検索、保存、動画・アニメーション、ドリル・ワーク、参考資料など導入することによって教育活動の一層の充実、デジタル教材との一体的が期待されている。特別支援教育等では加えて拡大機能や音声読み上げ、文字の大きさ、背景色、テキストの色、行間・文字の間隔の変更機能の活用などが期待されている。
2018年（平成30年）6月1日に公布された「学校教育法等の一部を改正する法律」により、児童生徒の教育の充実を図るため必要があると認められる教育課程の一部において、紙の教科書に代えて学習者用デジタル教科書を使用できる。また、紙の教科書を使用して学習することが困難な児童生徒（色覚特性などの視覚障害、聴覚障害、発達障害、障害非日本語話者、）は教育課程のすべてにおいて、紙の教科書に代えて学習者用デジタル教科書を使用できる。
また、「学校教育法第34条第2項」の教材について次のことが定められている。
学習者用デジタル教科書を使う時間が各教科等の授業時数の2分の1に満たないこと。児童生徒がそれぞれ紙の教科書を使用できるようにしておくこと。児童生徒がそれぞれのコンピュータにおいて学習者用デジタル教科書を使用すること。採光・照明等に関し児童生徒の健康保護の観点から適切な配慮がなされていること。コンピュータ等の故障により学習に支障が生じないよう適切な配慮がなされていること。学習者用デジタル教科書を使用した指導方法の効果を把握し、その改善に努めること。また、これらに加えて、紙の教科書に変えて学習者用デジタル教科書を使用する場合は障害等の事由に応じた適切な配慮がなされていること。学習者用デジタル教科書を使用する授業が、各教科等の授業時数の 2分の1以上となる場合には、児童生徒の学習及び健康の状況の把握に特に意を用いることが定められている。
発行される学習者用デジタル教科書は原則として紙の教科書の内容と同一で教科書発行者に発行義務はない。有償の教材であり、機能、価格等は各発行者が決める。

#### 学習者デジタル教科書の発行状況
教科書目録に掲載される教科書目録に発行の有無が表示される予定である。

## 海外におけるデジタル教科書

### アメリカ合衆国
アメリカ合衆国ではデジタル教科書の導入と活用促進は、主に民間の非営利団体が担ってきた。2014年からは、複数の州、公的機関、非営利団体、事業者が連携したオープン教育リソース開発支援プログラム「K-12 OER Collaborative」（現「Open Up Resources」）が進められている。
2000年以前のデジタル教科書の記録媒体はビデオテープやCD-ROMだった。その後、2000年から2010年にかけてインターネット、ラップトップパソコン、電子黒板、DVDなどが普及した。
2015年時点で初等中等学校の80%がデジタル教科書を含むデジタルコンテンツを利用しており、そのうち41%が教室内で利用している。2016年の時点で全体の約64%の学校がオンライン教材と印刷教材を日常的に併用している。市場規模も拡大傾向にあり、K-12デジタル教育出版市場の調査では、2024年に89.8億ドル、2025年には96.9億ドルに達すると予測されている。主要な教育出版社としては、Pearson、McGraw Hill、Houghton Mifflin Harcourt、Cengage Learningなどが挙げられる。近年では、AI技術の急速な導入と教育現場の適応課題が挙げられる。最新のデータでは、K-12教育における生成AIの導入が急速に進んでおり、教師の過半数が肯定的見解を持ち、既に多くの学校で導入されている。
デジタル教科書の導入と普及においては、地域や学校によって教育環境に大きな差があり、「デジタルデバイド」（情報格差）の問題が指摘されている。また、教員のICTスキル向上や従来の評価方法の見直しも課題として残されている。
教育効果については、ニュージャージー州モンロー・タウンシップ高校を対象とした調査で、iPadでデジタル教科書を使用した生徒が紙の教科書を使用した生徒よりも成績が良く、学習モチベーションも低下しなかったという肯定的な結果が得られている。AIを活用した個別学習システムや学習パフォーマンス分析システムが導入され、教育の質の向上に寄与している事例も報告されている。

### 中華人民共和国
中華人民共和国では、「電子教材」という言葉がデジタル教科書に相当する位置づけで用いられている。中国教育部が「国家中小学網絡雲平台」「国家中小学智慧教育平台」「一師一優課 一課一名師」といった全国クラウドネットワークプラットフォームを通じて教育リソースを提供しており、これらはデジタル教育の基盤を形成している。小中高生向けの全教科全学年の教科書PDFが無料でダウンロード可能であり、多くの科目の講義動画も視聴できる。児童・生徒向けに加え、保護者向けや教職員向けのコンテンツも提供されている。このプラットフォームは、「智慧教育」（Smart Education of China）という、職業教育や大学レベルの教育も網羅する総合的なオンライン学習プラットフォームの一部である。
中国におけるデジタル教育の導入は、2015年に教育部が推進した「三通両平台」（学校のインターネット全域カバー、高品質デジタル教育資源の開発・応用など）の構築から本格化した。これは、デジタル教育の基盤整備を国家レベルで進めるという明確な方針を示すものであった。また、2020年には新型コロナウイルスの感染拡大の影響もあり、2月17日に、国家クラウドネットワークプラットフォームが正式に立ち上げられた。
過去には、2010年頃に上海市で試行された「電子かばん」（1人1台タブレット）があったが、高コスト、統一規格の欠如、デジタル教材の不足、メンテナンス問題などの理由から全国普及には至らなかった。現在、義務教育段階で全員が1人1台端末でデジタル教科書を使用する状況には至っておらず、代わりに電子黒板やプロジェクターを用いたデジタル教材の活用が授業で積極的に行われている。

### 台湾
台湾のデジタル教育推進は、蔡英文政権が掲げた「デジタル国家・スマートアイランド」の方針と、それを具体化する「デジタル国家・革新的経済発展プラン（2017-2025）」に端を発する。このプランは、新型コロナウイルスの感染拡大後、インフラ構築とデジタル化を見据えた「スマート国家プラン（2021-2025）」へと改定された。台湾教育省は、2022年に「小中学校デジタル学習精進プログラム」を開始し、モバイル端末とデジタル教材の提供、データ分析を通じた教師の指導改善、生徒の自己学習力と学習効果の向上を目指している 。このプログラムには、デジタルコンテンツの充実、モバイルキャリアおよびネットワークの強化、教育ビッグデータ解析の3つのプロジェクトが含まれている 。
主要な教育プラットフォームとして、2017年に教育省が設立した「因材網数位学習資源」「因材網」（Yincaiwang）がある。これは、小中学校の英語、数学、国語、理科の4科目のオンライン授業やオンライン学習教材を提供している 。因材網の教材は、動画中に質問がポップアップ表示され、生徒が回答しないと動画が継続して再生されない特殊な設計になっており、生徒の苦手箇所を見つけるのに役立つ 。教師は生徒の学習データを参考に最適な学習プランを作成できる 61。台湾の全国テストでは、因材網を利用している学生の成績が20%も高くなるという結果も出ている。
民間の取り組みとしては、BoniO社が開発したゲームベースのオンライン学習プラットフォーム「PaGamO」がある。これも生徒のデータを自動分析し、教師が生徒の苦手分野を正確に把握し、レベルに応じた教育プラン作成をサポートする。デジタル学習と個別最適化学習を効果的に導入することで、台湾華語、英語、数学、理科などの科目の学習効果を高め、生徒の自己学習力を向上させることが分かっている。
一方、台湾のデジタル教育の進展に伴い、小中高生の間でインターネット依存傾向が11%～14.3%に上るという調査結果があり、特に男子生徒にその傾向が強いことがわかっている。

### 韓国
韓国は、デジタル教科書開発及び普及中長期計画を2002年に策定するなど、早期から国家戦略としてデジタル教育を推進してきた。2004年には小学校5年生用の社会、理科のデジタル教科書プロトタイプ開発と実験適用を開始し、段階的に導入を進めた。2007年にはデジタル教科書開発実行計画を策定し、常用化推進方案を発表、プロトタイプ開発を完了させた。2008年には小学校5・6年生向け主要科目のデジタル教科書コンテンツ開発を完了し、2011年にはCD-ROM形式の「e-教科書」が配布された。その後、2014年から小・中学校で、2015年から高校でもデジタル教科書が全面的に導入された。
2025年3月、韓国教育省は、人工知能を使ったAIデジタル教科書を導入。韓国全土の小中高校の約3割が採用した。データに基づき学生に個別の学習コンテンツを提供し、特殊支援学校の学生向けには画面解説と字幕機能、外国籍学生向けの多言語翻訳機能も対応する。しかし、導入から2ヶ月後の5月においては、学校現場での活用率は1割にも満たない状況が続いている。教育現場では年配教員を中心に、AIデジタル教科書の使用に忌避感を感じられている。また、「ログインに時間がかかる」「チャットボットが正常に作動しない」「既存のデジタル教材よりも質が劣る」など、問題点も明らかになっている。
韓国におけるデジタル教科書の使用率は非常に高い水準にある。2018年8月時点では、小学校で80.4%、中学校で69.8%であったが、2022年10月時点では、初等教育学校99.8%、前期中等教育学校97.5%、後期中等教育学校96.3%という極めて高い使用率を達成している。スマート教育推進戦略の第1期（1996年～2000年）において、教員1人1台のPC、学校インターネットの100%整備が達成されており、デジタル教育の基盤が早期に確立された。児童生徒用PC1台当たりの児童生徒数も、2022年時点で初等学校3.0人、前期中等教育学校3.1人、後期中等教育学校2.6人と、端末整備も進んでいる。

### タイ
タイでは、デジタル教科書は「デジタル教科書デバイス」としてタブレット端末が配布され、デジタル化された教科書（PDF）とインタラクティブな補助教材アプリ（ラーニングオブジェクト）が搭載されている。このタブレット端末は、従来の勉強方法に取って代わるものではなく、あくまでも勉強により関心を持ってもらうための補助教材と位置付けられている。紙の教科書の内容はそのまま維持され、デバイスにはPDFとして掲載されている。
タイ政府は、国の経済発展戦略である「タイランド4.0」構想の実現の鍵として「タイ・デジタル経済社会開発20ヵ年計画」を策定し、「デジタル立国」を目指している。教育省の「Anywhere Anytime」プロジェクトは、2026年から2031年にかけて、60万台以上のデバイスと高速インターネットアクセスを中等学校生徒に提供する計画であり、デジタル教育への大規模な投資を示している。
タイにおけるデジタル教科書の導入は、2011年7月の総選挙でインラック氏を首相とするタイ貢献党が掲げた公約「デジタル教科書の導入」が発端である。この政治的公約を受け、2012年2月22日の閣議決定で、80万台のタブレット端末の調達、WiFiネットワークの構築、端末の利用者登録と情報管理、セキュリティシステムの構築が決定された。これに基づき、2012年度には小学1年生80万人にデジタル教科書デバイスが配布され、大規模な導入が開始された。2013年度には、新小学1年生と新中学1年生に新たな端末を配布する計画が出された。

### スウェーデン
2010年にタブレットやPCを1人1台付与する計画を進め、紙の教科書を原則として廃止するなど、思い切ったIT活用に踏み切った。2007年から国交付金で1人1台環境の整備が行われ始め、2013年の時点で約半数の学校で1人1台環境が実現されている。しかし、2022年の政権交代後、2023年8月、新たな教育大臣ロッタ・エドホルム氏は「幼稚園でのデジタル機器の使用を義務付けるという教育委員会の決定を覆す」と発表し、年間70億円の紙教科書補助と未満の子どもたちのデジタル学習を完全に止める計画であることを明らかにした。
その根拠として教育大臣ロッタ・エドホルム氏は以下の3点を問題として取り上げている。
- 紙の教科書の使用が少なく、スクリーンを見る時間が長過ぎる。
- デジタル教材では、音や動画を使ってリアルな内容が理解しやすいといった利点があるものの、紙の本の方が長文の読解が容易である研究結果があること。
- スウェーデンにおいて、スクリーンタイムの増加とPISA（OECD生徒の学習到達度調査）のスコア低下との間に関連がある

というものであった。
一方、この主張に対し、
- PISAのスコアの低下については、スクリーン時間が1日1～2時間である集団が最も高スコアを獲得しており、スクリーンが0時間である集団と4～5時間である集団のスコアはほぼ変わらない。また、スコアの低下の要因は、デジタル教科書の導入だけとはいえない[30]。
- そもそもスウェーデンでは教科書の明確な定義がなく、大量の広告を含む教科書が提供されるなど、質が担保されていなかった[31]。
- 長文（2500文字以上）は紙が優位だが、短文（2500文字未満）だと有意は無い[32]。

という反論もある。また、スウェーデンのデジタル教科書の取りやめについては、学習効果を吟味した結果ではなく、政治的な判断が強いという指摘もある。

### フィンランド
フィンランド政府は、デジタルスキルを雇用と社会参加に不可欠な基本的な「新しい市民スキル」と見なし、デジタル教育に積極的である。フィンランド国家教育省（Opetushallitus）は、「Digivisio 2030」プロジェクトを掲げ、デジタル能力の強化とデジタル教材を用いた継続的な学習の支援という野心的な目標を設定している。
2024年8月、神経心理学の専門家で心理学博士のミンナ・ペルトプーロ氏は、デジタル教材はスクリーンタイムの増大により、目や精神の健康に危険を及ぼす可能性があると批判。フィンランド国内放送やメディアを交えてデジタル教科書の使用についての議論が生じた。また、フィンランドメディアのYleは「学習ツール（デジタル教科書用）として意図されたデバイスが、同時にエンターテイメントやソーシャルメディアへの入り口となっている」と批判。
この議論を受けて、フィンランドのリーヒマキでは、使用されていたデジタル教材の一部を紙の教材に置き換えた。さらに、生徒が夜間にChromebookでのアクセスすることを禁止した。また、フィンランドのタンペレとエスポーの高校や職業訓練校では、生徒の要望により、一部のコースで再び紙の学習教材を提供するようになった。
このように、フィンランドではデジタル教科書を部分的に紙の教材に戻す傾向がある。フィンランド国家教育省（Opetushallitus）は、「印刷物とオンラインブックが共に読者を見つける」という記述があるように、印刷形式とオンライン形式のハイブリッドの利用を暗黙に認めている。